# Arnaud Friedmann
Pour les articles homonymes, voir Friedmann.
 (juillet 2017).
Arnaud Friedmann, né à Besançon le 17 juillet 1973, est un écrivain français. Il écrit depuis l'âge de 15 ans. Après des études de lettres et d'histoire (mémoire de maîtrise sur l'immigration cambodgienne en Franche Comté dans les années 1975 - 1995) il travaille dans la fonction publique et dirige une structure dédiée à l'emploi. Son premier roman est publié en 2003. Ses thèmes de prédilection sont la filiation, la complexité des liens familiaux, le travail et sa déshumanisation.
Il a obtenu le Prix France Bleu 2012 du livre Franc Comtois pour Grâce à Gabriel (éditions La Boucle),, et le Prix Louis Pergaud 2016 pour La vie secrète du fonctionnaire (Éditions Jean-Claude Lattès), ainsi qu'en octobre 2017 le Prix de la ville de Belfort. 
En mai 2019, il publie aux Editions Lucca un roman jeunesse de vulgarisation historique sur l'histoire de l'immigration cambodgienne en France, Le Trésor de Sunthy. Ce roman est lauréat du prix Seligmann contre le racisme 2022, il lui est remis en Sorbonne le 22 juin 2022 par Pierre Joxe.
Il a été assistant parlementaire d'Éric Alauzet. Depuis septembre 2018, il est co-gérant de la librairie Les Sandales d'Empédocle, à Besançon.

## Œuvres

### Romans
- Le Chemin au bord de la mer, éd. éditions Gunten, 2003.
- La Mélodie préférée, éd. éditions Gunten, 2004
- Le Fils de l'idole, éd. éditions La Martinière[4], 2005.

- Jeanne en juillet, éd. éditions de la Boucle, 2010.
- Grâce à Gabriel, éd. éditions de la Boucle, 2012.
- Le tennis est un sport romantique, éd. Éditions Jean-Claude Lattès[5], 2013.
- Le Trésor de Sunthy, Lucca éditions[6], 2019
- La Femme d'après, La Manufacture de livres, 2022
- L'Invention d'un père, La Manufacture de livres, 2024

### Nouvelles
- La Vie secrète du fonctionnaire, éd. Éditions Jean-Claude Lattès, 2016.

### Autres publications
- Lettre ouverte au type haut comme trois pommes derrière la fille à talons, éditions Le Réalgar[7],[8], 2018
- Lettre ouverte à la femme gourmande qui mange sa forêt-noire derrière la vitre de la pâtisserie, éditions Le Réalgar, 2024

## Prix littéraires
- Prix Seligmann contre le racisme 2021 (Le trésor de Sunthy)
- Prix de la ville de Belfort 2017 (La vie secrète du fonctionnaire)
- Prix Louis Pergaud 2016 (La vie secrète du fonctionnaire)
- Prix France Bleu du livre Franc-Comtois 2012 (Grâce à Gabriel)
- Prix de la ville de Lunéville 2012 (Grâce à Gabriel)
- Prix de la ville de Lunéville 2011 (Jeanne en Juillet)